# Résolution 608 du Conseil de sécurité des Nations unies
Membres permanents
- Chine
- États-Unis
- France
- Royaume-Uni
- URSS

Membres non permanents
- Algérie
- Allemagne de l'Ouest
- Argentine
- Brésil
- Italie
- Japon
- Népal
- Sénégal
- Yougoslavie
- Zambie

Résolution no 607 Résolution no 609
La résolution 608 est une résolution du Conseil de sécurité de l'ONU votée le 14 janvier 1988. 
Après avoir rappelé la résolution 607 (1988) le Conseil de sécurité déplore profondément qu'Israël, « Puissance occupante », ait au mépris de cette résolution poursuivi les expulsions de Palestiniens dans les territoires occupés, décidant de garder la situation à l'examen.
La résolution 608 est adoptée par 14 voix contre zéro et avec l'abstention des États-Unis lors de la 2 781 ème séance.